# Jean Weissenbach
Jean Weissenbach (Estrasburgo, Francia, 1946) es un biólogo genetista francés.
Dirige actualmente el Genoscope - Centro Nacional de Secuenciación, del Consorcio Nacional de Investigación en Genómica de Évry.

## Biografía
Nacido el 13 de febrero de 1946 en Estrasburgo estudia matemáticas y farmacia en la Universidad Louis-Pasteur de Estrasburgo, obteniendo el doctorado en 1977 con el tema Secuenciación de ADN y en la propiedades del ARN de transferencia.
Entre 1977 y 1981 realiza estancias postdoctorales en el Instituto Weizmann y en el Instituto Pasteur dedicadas a la clonación de genes de interferones humanos. Ello le acercó a la Genética Molecular Humana, su dominio de investigación a partir de 1982.
Posteriormente, dirige diversos laboratorios asociados al CNRS, así como una unidad de investigación del Instituto Pasteur. Fue responsable del programa del mapa genético humano en Genethon y director científico de este laboratorio entre 1993 y 1997.
Desde 1997 dirige el Genoscope, que forma parte del Centro Nacional de Investigación Científica (Centre national de la recherche scientifique o CNRS en francés) en Évry y es miembro de la Academia Francesa de Ciencias. Sus trabajos sobre genética molecular y cartografía cromosómica van a servir de base para la clonación posicional de genes humanos implicados en numerosas enfermedades y para el desarrollo de trabajos de secuenciación del genoma humano, 
En 2001 le fue concedido el Premio Príncipe de Asturias de Investigación Científica y Técnica, junto a Craig Venter, John Sulston, Francis Collins y Hamilton O. Smith.